# Polystichum kilimanjaricum
Polystichum kilimanjaricum är en träjonväxtart som beskrevs av Pichi-serm. Polystichum kilimanjaricum ingår i släktet Polystichum och familjen Dryopteridaceae. Inga underarter finns listade.